# Theodor Paeth

Theodor Paeth

Theodor Paeth (* 8. September 1871 in Sageritz, Landkreis Stolp; † 1940 in Berlin) war ein deutscher Fabrikant und Politiker (DNVP).

## Leben und Wirken
Nach dem Besuch der Volksschule in Benzin (Landkreis Stolp, Pommnern) wurde Paeth privat unterrichtet. Anschließend durchlief er eine Lehre zum Tischler, der eine Ausbildung zum Zimmermann und zum Bildhauer nachfolgte. Später studierte er an der Kunstgewerbeschule- und Handwerkerschule Hannover und an der Unterrichtsanstalt des Kunstgewerbemuseums Berlin. Von 1898 bis 1910 lebte und arbeitete er in Köln, Hannover und Berlin, wo das Feld des künstlerischen Innenausbaus den Schwerpunkt seiner Arbeit bildete.
1910 gründete Paeth ein eigenes Unternehmen für Innenausbau in Berlin, das unter der Adresse Oranienstraße 185 in Berlin-Kreuzberg als Kunsttischlerei, Werkstatt für Innenausbau und Möbelfabrik firmierte. 1919 wurde er zum Obermeister der Berliner Tischlerinnung gewählt. In dieser Eigenschaft gründete und organisierte er 1920 die Vereinigten Verbände der Berliner Holzindustrie, deren Vorsitz er auch übernahm. Im selben Jahr wurde er Stadtverordneter in Berlin. 1921 wählte der Bund Deutscher Tischlerinnungen Paeth zu seinem Vorsitzenden. Ferner wurde er Mitglied des Verwaltungsausschusses des Landesarbeitsamtes Berlin.
Politisch betätigte Paeth sich in der Weimarer Zeit in der Deutschnationalen Volkspartei (DNVP). Bei der Reichstagswahl vom Dezember 1924 wurde Paeth in den Reichstag gewählt, dem er bis zum Mai 1928 als Vertreter des Wahlkreises 2 (Berlin) angehörte.
Paeth war des Weiteren Mitglied verschiedener Außenhandelsstellen und Fachausschüsse, Beisitzer des Reichswirtschaftsgerichts, des Finanzgerichts, Sachverständiger der Preisprüfungsstelle der Stadt Berlin, Gesellschafter und Leiter der Fachzeitung der Tischlermeister und Holzindustriellen Deutschlands. Schließlich legte er noch Aufsätze zu kunstgewerblichen, handelswirtschaftlichen und sozialwirtschaftlichen Inhalts vor.

## Schriften
- Verdingungsordnung für Bauleistungen. Erläuterte Fachausgabe für Tischler und Schreiner. Otto Stollberg Verlag für Politik und Wirtschaft, Berlin 1926.
- Der deutsche Mittelstand in Stadt und Land erwartet die ihm durch die Verfassung zugesicherten Rechte. Deutschnationale Schriftenvertriebsstelle, Berlin 1927.